# 6 ذو القعدة
- السبت
- الأحد
- الاثنين
- الثلاثاء
- الأربعاء
- الخميس
- الجمعة

- 118 أبريل 2026
- 219 أبريل 2026
- 320 أبريل 2026
- 421 أبريل 2026
- 522 أبريل 2026
- 623 أبريل 2026
- 724 أبريل 2026
- 825 أبريل 2026
- 926 أبريل 2026
- 1027 أبريل 2026
- 1128 أبريل 2026
- 1229 أبريل 2026
- 1330 أبريل 2026
- 141 مايو 2026
- 152 مايو 2026
- 163 مايو 2026
- 174 مايو 2026
- 185 مايو 2026
- 196 مايو 2026
- 207 مايو 2026
- 218 مايو 2026
- 229 مايو 2026
- 2310 مايو 2026
- 2411 مايو 2026
- 2512 مايو 2026
- 2613 مايو 2026
- 2714 مايو 2026
- 2815 مايو 2026
- 2916 مايو 2026
- 3017 مايو 2026
- 118 مايو 2026
- 219 مايو 2026
- 320 مايو 2026
- 421 مايو 2026
- 522 مايو 2026

6 ذو القعدة أو 6 ذو القعدة الحرام أو يوم 6 \ 11 (اليوم السادس من الشهر الحادي عشر) هو اليوم الأوَّل بعد الثلاثمائة (301) من أيَّام السنة (أو الثاني بعد الثلاثمائة لو كان شهر رمضان مُتممًا لليوم الثلاثين أو الثالث بعد الثلاثمائة لو أتم كلاً من صفر وربيع الآخر وجمادى الآخرة وشعبان ورمضان ثلاثين يوماً) وفق التقويم الهجري القمري (العربي). يبقى بعده 53 أو 54 يومًا لانتهاء السنة.

## أحداث
- 883 هـ - توقيع معاهدة بين الدولة العثمانية وجمهورية البندقية القوة التجارية الكبرى في أوروبا، وكانت تلك المعاهدة أول خطوة خطتها الدولة العثمانية للعب دور سياسي في أوروبا.
- 1320 هـ - البريطانيون يستولون على مدينة كانو حاضرة شمال نيجيريا، وكان وقتها معظم جنوب نيجيريا قد خضع للحماية البريطانية وذلك منذ حوالي 3 سنوات.
- 1350 هـ - انعقاد المؤتمر الأول للموسيقى العربية بالقاهرة، وذلك في مقر معهد الموسيقى الشرقية، وشارك فيه باحثون وعلماء موسيقى من المشرق والمغرب ومن العرب والأجانب إلى جانب عدد كبير من الفرق الموسيقية من مختلف البلاد العربية، وناقش الحاضرون تنظيم الموسيقى العربية وتطويرها.
- 1357 هـ - إجراء انتخابات المجلس التشريعي الكويتي الثاني.
- 1376 هـ - المجلس الاقتصادي لجامعة الدول العربية يوافق على إنشاء الوحدة الاقتصادية بين دول الجامعة.
- 1380 هـ - محاولة الإطاحة بالرئيس الفرنسي شارل ديجول في انقلاب الجزائر.
- 1401 هـ - اغتيال السفير الفرنسي في لبنان «لويس دو لامار».
- 1409 هـ - عودة العلاقات الدبلوماسية بين مصر ولبنان.
- 1426 هـ - تحطم طائرة عسكرية إيرانية من نوع «C-130» فوق طهران، وأدى الحادث إلى مقتل 94 شخصًا.
- 1435 هـ - القوات المسلحة العراقية وحزب الله العراقي والحشد الشعبي تفك الحصار عن مدينة آمرلي.
- 1436 هـ - تفجيرات في مصر تستهدف مباني حكومية في كل من القاهرة والجيزة.
- 1443 هـ - إدانة وشجب من دول عربية وإسلامية لتصريحات مسؤولين في حزب بهاراتيا جاناتا استهدفت النبي محمد.

## مواليد
- 1315 هـ - محمد أبو زهرة، أحد علماء الأزهر الشريف.
- 1338 هـ - محمد ديب، أديب جزائري.
- 1343 هـ - بولنت أجاويد، رئيس وزراء تركيا.
- 1355 هـ - نبيل بدر، ممثل مصري.
- 1370 هـ -
  - محمد مرسي، الرئيس الخامس لجمهورية مصر العربية.
  - إجلال زكي، ممثلة مصرية.
- 1392 هـ - سامي الجابر، لاعب كرة قدم سعودي.
- 1399 هـ - أروى جودة، ممثلة مصرية.
- 1400 هـ - اريم التوغ، ممثلة تركية.

## وفيات
- 1422 هـ - يحيى العلمي، مخرج مصري.
- 1424 هـ - أحمد صدقي الدجاني، مفكر فلسطيني.
- 1438 هـ - رضا مالك، سياسي ورئيس وزراء جزائري أسبق.

## وصلات خارجية
- موقع قصة الإسلام: حدث في شهر ذو القعدة.